# USA:s inrikesdepartement
USA:s inrikesdepartement (engelska: United States Department of the Interior; förkortat: DOI) är ett federalt departement i USA en del av USA:s federala statsmakt. Det har funnits sedan 1849 då president James K. Polk undertecknade ett lagförslag som flyttade myndigheter och funktioner rörarande indian- och markfrågor till ett separat departement.
USA:s inrikesminister är dess chef och utses av presidenten med senatens godkännande ("råd och samtycke").

## Ingående myndigheter
- Bureau of Indian Affairs
- Bureau of Indian Education
- Bureau of Land Management
- Bureau of Ocean Energy Management
- Bureau of Reclamation

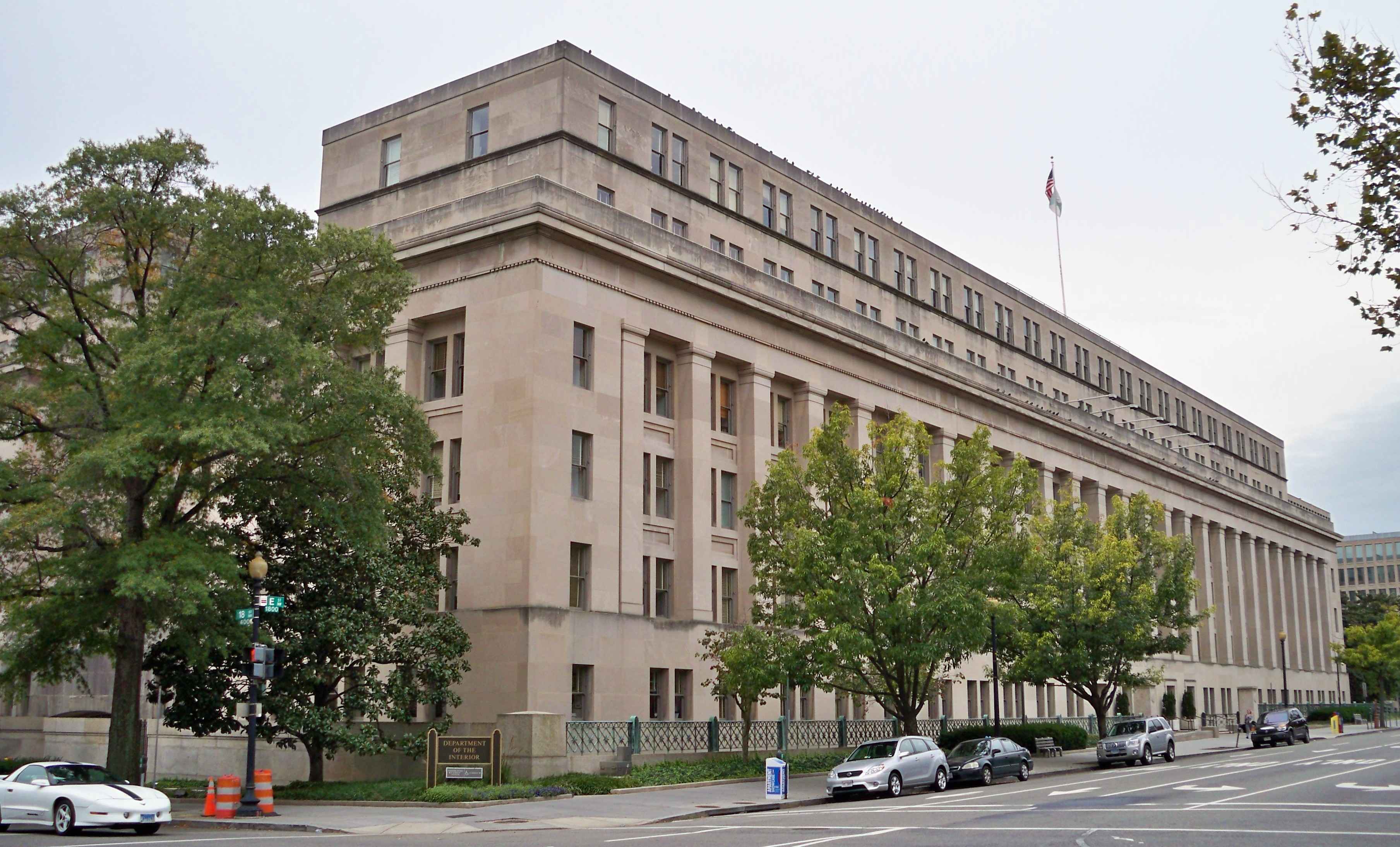
Main Interior Building i Washington, DC.

- Bureau of Safety and Environmental Enforcement
- National Park Service
  - United States Park Police
- Office of Surface Mining Reclamation and Enforcement
- United States Fish and Wildlife Service
- United States Geological Survey